# Тишківська сільська рада (Городенківський район)
| Ти́шківська сільська́ ра́да — орган місцевого самоврядування у Городенківському районі Івано-Франківської області з адміністративним центром у с. Тишківці. Сільській раді підпорядковані населені пункти: - с. Тишківці — населення 1 582 ос.; площа 31,700 км²; засн. 1448 року. |

## Склад ради
Рада складається з 16 депутатів та голови.

### Керівний склад ради
| ПІБ                     | Основні відомості                                                                                     | Дата обрання | Дата звільнення |
| ----------------------- | --- | ------------ | --------------- |
| Тацюк Василь Васильович | Сільський голова, 1952 року народження, освіта                                                        | 26.03.2006   | 31.10.2010      |
| Пронич Іван Іванович    | Сільський голова, 1962 року народження, освіта вища, член Української республіканської партії 'Собор' | 31.10.2010   |                 |

Примітка: таблиця складена за даними джерела